# Russellville (Kentucky)
Russellville is een plaats (city) in de Amerikaanse staat Kentucky, en valt bestuurlijk gezien onder Logan County.

## Demografie
Bij de volkstelling in 2000 werd het aantal inwoners vastgesteld op 7149.
In 2006 is het aantal inwoners door het United States Census Bureau geschat op 7331, een stijging van 182 (2,5%).

## Geografie
Volgens het United States Census Bureau beslaat de plaats een oppervlakte van
27,5 km², geheel bestaande uit land. Russellville ligt op ongeveer 187 m boven zeeniveau.

## Plaatsen in de nabije omgeving
De onderstaande figuur toont nabijgelegen plaatsen in een straal van 24 km rond Russellville.

## Geboren
- Terrence Wilcutt (1949), astronaut